# (3946) Shor
(3946) Shor (1983 EL2) – planetoida z pasa głównego asteroid okrążająca Słońce w ciągu 5,42 lat w średniej odległości 3,09 j.a. Odkryta 5 marca 1983 roku.